# Пандульф I (герцог Сполетський)
Пандульф або Пандульф Залізна Голова (італ. Pandolfo; †981) — князь Беневентський і Капуанський з 943 року, герцог Сполетський з 967 року, князь Салернський з 977 року. Був володарем, який відіграв важливу роль у боротьбі з сарацинами та візантійцями за Південну Італію.
Його матір'ю була Івантія. Пандульф співправив зі своїм батьком Ландульфом II з 943, коли його прадід Ландульф I помер, і зі своїм братом Ландульфом III з 959. Близько 955 папа Римський Іван XII повів об'єднану армію римлян, тосканців і сполетанців проти Ландульфа II і Пандульфа, проте Гізульф I прибув на допомогу та відвернув битву. Папа і Гізульф підписали договір у Террачині. Пандульф і Гізульф з того часу підтримували міцний союз.
У 961 Ландульф II помер, тому Пандульф і його брат стали правити, хоча старший брат домінував у цьому союзі.
У 965 бунт у Римі призвів до зміщення папи Івана XIII, якого тримали в ув'язненні в Кампанії. Папа утік і прибув до Капуї, благаючи захисту у Пандульфа, який радо допоміг йому. За це папа надав Капуї статус архидіоцезії та вручив братові Пандульфа Іоанну палліум. Через десять місяців інший бунт римлян дозволив Івану XIII за допомогою Пандульфа повернути собі папський престол.
У 967 імператор Священної Римської імперії Оттон I Великий прибув до Риму і подарував Пандульфу вакантний титул герцога Сполетського та зобов'язав його вести війну проти візантійців. Пандульф і Ландульф почали військові дії у 968 році, проте молодший брат захворів і помер, залишивши 2 синів: Пандульфа і Ландульфа. Проте, Пандульф I позбавив своїх племінників власності і став правити одноособово, відновивши військові дії проти візантійців. Того ж року Оттон I доручив Пандульфу вести облогу Барі. У 969 році Пандульф був полонений візантійцями та утримувався у тюрмі в Константинополі. Звільнений у 970 після того як імператор Візантії Іоанн Цимісхій віддав Феофанію заміж за сина Оттона I, майбутнього Оттона II.